# San Sebastián de los Reyes
San Sebastián de los Reyes är en stad och kommun i den autonoma regionen Madrid i centrala Spanien. Staden ligger cirka 16 kilometer nordost om centrala Madrid. Kommunen har 94 969 invånare (2024), på en yta av 58,66 km². Staden är populärt känd som "Sanse".

## Historia
San Sebastián de los Reyes grundades år 1492, efter en flykt 1488 av 32 invånare från staden Alcobendas. Orsaken till flykten var det förtryck man hade upplevt från feodalherren Juan Arias de Ávila.
Ferdinand II och Isabella I tillät – för att stödja befolkningstillväxten på de territorier som tillhörde kungaparet, dvs de områden som direkt var beroende av kronan – att man grundade den nya bosättningen invid en ermita (avsides beläget kapell) som var tillägnad Sankt Sebastian. Ermitan låg innanför staden Madrids gränser (la Villa de Madrid), och var därför under kunglig jurisdiktion. På så sätt, med stöd av den nämnda ermitan och med direkt stöd från kungaparet av Kastilien och Aragonien, tog den sitt namn. Beteckningen "de los Reyes" ändrades bara under ett tillfälle till "San Sebastián de la Soberanía", enligt en rad kortlivade åtgärder under revolutionen 1868 ("den ärofyllda").